# 真山達志
真山 達志（まやま たつし、1955年9月25日 - ）は日本の行政学者。滋賀県八日市市(現東近江市)生まれ。同志社大学政策学部・大学院総合政策科学研究科教授。政策実施研究、自治体の政策形成、自治体の防災行政、スポーツ政策などを中心に研究。2013年4月-2016年3月同志社大学副学長・教育支援機構長。2004年4月-2006年、2008年4月-2012年3月同志社大学政策学部長。2015年4月より同志社大学公共サービス研究センター長。2025年4月より同志社国際学院初等部・国際部校長。2025年より日本地方自治学会理事長、日本体育・スポーツ政策学会会長を務める。

## 学歴
- 滋賀県八日市市立南小学校
- 滋賀県八日市市立聖徳中学校
- 滋賀県立彦根東高等学校
- 中央大学法学部政治学科
- 中央大大学大学院法学研究科政治学専攻

## 職歴
- 財団法人行政管理研究センター研究員
- 茨城大学人文学部講師・助教授
- 同志社大学法学部助教授・教授
- 同志社大学政策学部・総合政策科学研究科教授[3]
- 同志社国際学院初等部・国際部校長

## 研究業績

### 著書・編著書・分担執筆
- 単著『行政は誰のためにあるのか―行政学の課題を探る』日本経済評論社 2023年
- 共編著『公共政策の中のスポーツ』晃洋書房 2021年
- 編著『政策実施の理論と実像』ミネルヴァ書房 2016年
- 分担執筆『自治体政策への提言―学生参加の意義と現実』北樹出版 2016年
- 分担執筆『政策学入門―私たちの政策を考える』法律文化社 2013年
- 編著『ローカル・ガバメント論―地方行政のルネサンス』ミネルヴァ書房 2012年
- 共編著『スポーツ政策論』成文堂 2011年
- 共編著『地域力再生の政策学』ミネルヴァ書房 2010年
- 分担執筆『ライフスキル教育 』昭和堂 2009年
- 監修・編著『入門 都市政策』(財)大学コンソーシアム京都 2009年
- 分担執筆『入門 文化政策 』ミネルヴァ書房 2008年
- 分担執筆『総合政策科学入門（第2版）』成文堂 2005年
- 分担執筆『日本の政府体系―改革の過程と方向』成文堂 2002年
- 単著『政策形成の本質―現代自治体の政策形成能力』成文堂 2001年
- 分担執筆『エッセンシャル政治学』成文堂 2000年
- 共編著『総合政策科学入門』成文堂 1998年
- 分担執筆『民営化の効果と現実―NTTとJR』中央法規 1998年
- 分担執筆『政策開発―調査・立案・調整の能力』ぎょうせい 1998年
- 分担執筆『防災行政の課題（年報行政研究32）』ぎょうせい 1997年
- 分担執筆『21世紀の法と社会』八千代出版 1997年
- 共著『行政学』北樹出版 1996年
- 分担執筆『講座行政学(第5巻)』有斐閣 1994年
- 分担執筆『「第三セクター」の研究』中央法規出版 1993年
- 分担執筆『政策研究と公務員教育』第一法規出版 1992年
- 分担執筆『行政と執行の理論』東海大学出版会 1991年
- 分担執筆『概説　行政管理』行政管理研究センター 1987年

### 論文等
- 1983年「政策インプリメンテーション研究―アメリカ合衆国における政策インプリメンテーション研究の現況と意義」『中央大学大学院研究年報 法学研究科篇』第12号、I-1、111-123頁
- 1986年「政策研究と政策実施分析―行政研究の分析モデルに関する一試論」『法学新報』第92巻第5･6号、97-162頁
- 1988年「レーガン政権の規制改革―連邦官僚制コントロールのためのレーガンの試み」『茨城大学政経学会雑誌』第56号、27-43頁
- 1988年「水戸市行政組織の動態」『都市と市民生活』茨城大学地域総合研究所、47-63頁
- 1988年「政策要素と実施システム―建築行政を例として」『季刊　行政管理研究』第42号、39-51頁
- 1989年「政府組織の研究―理論的検討の素材として」『組織と政策―行政体系の編成と管理―』行政管理研究センター、3-19頁
- 1990年「茨城県のリゾート開発における民間の役割と公的規制」『茨城大学地域総合研究所年報』第23号）、105-114頁
- 1990年「政策デリバリー・システム」『行政体系の編成と管理に関する調査研究報告書（平成元年度）』総務庁、3-33頁
- 1992年「自治体における市民ニーズと政策」『都市問題研究』第44巻第3号、64-76頁
- 1993年「政策デリバリー・システムの変化―環境変動にともなう行政スタイル・資源利用の変化」『社会環境と行政―新たなる行政システムの構築にむけて―』財団法人行政管理研究センター、148-167頁
- 1993年「政策実施システムの分析―公共サービス供給システムの変容と課題」『社会環境と行政―新たなる行政システムの構築にむけて』財団法人行政管理研究センター、74-108頁
- 1993年「商法改正で見直しが迫られる第三セクターの経営姿勢―株主代表訴訟の改正などを中心に―」『地方財務』第473号、1-10頁
- 1993年「社会変動と都市計画行政の対応」『社会環境と行政―新たなる行政システムの構築にむけてⅢ』財団法人行政管理研究センター、106-122頁
- 1994年「地方分権に関する基本法制定への課題」『地方財務』第476号、1-10頁
- 1994年「神戸市おける廃棄物行政の歴史（序説）―衛生組合を中心にして」『神戸の歴史』第24号、67-73頁
- 1994年「政策実施過程とネットワーク管理」『法学新報』第100巻第5･6号、181-201頁
- 1994年「自然環境政策と自然保護局」『社会環境と行政―新たなる行政システムの構築にむけてⅣ』財団法人行政管理研究センター、143-155頁
- 1995年「政府体系における政策実施システムの分析」『政府体系の研究』中央大学社会科学研究所研究報告書、47-85頁
- 1995年「地方自治体における危機管理システム」『ジュリスト ― 阪神・淡路大震災特集』、10-15頁
- 1997年「危機発生時における行政システムの課題」『都市問題研究』第49巻，第1号、45-58頁
- 1997年「防災行政の課題」日本行政学会編『年報行政研究32 比較の中の行政と行政観・災害と行政』ぎょうせい、115-134頁
- 1997年「ガヴァメンタル・システムにおける政策経路の変化」『社会環境と行政―新たなる行政システムの構築にむけてⅤ』財団法人行政管理研究センター、109-123頁
- 1998年「地方分権に伴う市町村の組織・事務事業の変容」（『地方分権に伴う国・地方の行政システムに関する研究Ⅱ』行政管理研究センター）、139-162頁
- 1998年「都市自治体の政策能力」『TOYONAKAビジョン22』第1号、19-27頁
- 1999年「自治体におけるアカウンタビリティ」『ぎょうせいＥＸ』第11巻第4号、9-12頁
- 2000年「省庁組織の安定性と再編成―中央省庁再編の分析のための予備的考察」『法学新報』第107巻第1･2号、97-118頁
- 2000年「地方政府の行政改革とガバナンス・イメージ」（藤井功・林沼敏弘・正木卓・戸政佳昭と共同執筆）『同志社政策科学研究』第2号、31-48頁
- 2001年「自治体における事業評価導入の多面的意義」『会計検査研究』24号、45-53頁
- 2002年「危機管理と計画」『都市問題』第93巻2号、31-34頁
- 2002年「地方分権の展開とローカル・ガバナンス」『同志社法学』第54巻第3号、91-114頁
- 2002年「市町村合併議論の再検討」『同志社法学』第54巻第4号、53-79頁
- 2003年「自治体における二元代表制の今後」『生活経済政策』72号、3-8頁
- 2005年「自治体行政改革の新展開―ローカル・ガバナンスの視点から」『マッセOsaka研究紀要』8号、3-11頁
- 2006年「政策の実施と『問題』発見」『季刊 行政相談』第110号、34-40頁
- 2008年「ローカル・ガバナンスにおける現業労働」『月刊自治研』586号、24-32頁
- 2010年「『事業仕分け』と『民意』」『生活経済政策』166号、14-17頁
- 2011年「大都市のあり方をめぐる論議―大阪都構想の意味するもの」『月刊自治研』618号、35-41頁
- 2011年「危機管理に必要な自治体の能力」『自治体危機管理研究』7号、37-42頁
- 2011年「地方分権時代におけるネットワークの設計と管理―現代の自治体行政に求められる能力」『法学新報』第11巻第3･4号、603-626頁
- 2012年「被災自治体におけるローカル・ガバナンスの確保―垂直・水平補完のあり方」『自治体危機管理研究』9号、23-31頁
- 2012年「行政における政策決定能力について」『月刊地域保健』第43巻第9号、47-53頁
- 2017年「ポピュリズムの時代における自治体職員の行政責任」『年報行政研究』第52号、27-47頁
- 2017年「あるべき政策デリバリー・システムを考える」『地方自治職員研修』第50巻第5号、12-14頁
- 2017年「自治体の危機管理行政組織の現状と課題」『同志社政策科学研究』第19巻第1号、111-122頁
- 2018年「分野横断的・包括的ケアシステムにおける保健師の役割―公共政策研究の視点から」『保健医療科学』第67巻第4号、402-412頁
- 2018年「地方分権のあゆみとこれからの地方自治」『都市とガバナンス』29号、1-6頁
- 2019年「委託事業」『月刊地域保健』 第50巻第3号、22-25頁
- 2019年「自治体議会の第三者評価と質の向上」『ガバナンス』218号、26-28頁
- 2020年「自治体の政策決定における第一線職員の役割―保健師を例として」『同志社政策科学研究』第21巻第2号、53-65頁。
- 2021年「自治体戦略二〇四〇構想」の問題点―自治体の政策形成能力の観点から―」日本地方自治学会編『2040問題と地方自治（地方自治叢書33）』敬文堂、39-59頁
- 2021年  Kyoko Yoshioka-Maeda, Misa Shiomi, Takafumi Katayama, Noriko Hosoya, Hitoshi Fujii, Tatsushi Mayama, “Self-reported competences of public health nurses for developing needs-oriented local healthcare plans: A nationwide cross-sectional survey”, Journal of Advanced Nursing, Vol.77 No.5, 2267-77.
- 2021年「自治体における実施過程からの政策形成の可能性」『同志社政策科学研究』第22巻第2号、87-99頁

## 所属学会
- 日本行政学会（理事;2002-2006)
- 日本公共政策学会（理事;2004-2010)
- 自治体危機管理学会（理事;2006-)[4]
- 日本協働政策学会（理事;2009-)
- 日本体育・スポーツ政策学会（理事;2007-2021　副会長;2021-2025　会長;2025-)[5]
- 地方自治学会（理事;2022-　理事長;2025-）

## 社会活動（2025年8月2日現在判明分・元職を含む）
- 山口県長期展望策定協議会特別委員（1997年6月～1998年3月）
- 京田辺市情報公開懇話会会長（1997年7月～1999年3月）
- 滋賀県一般廃棄物処理広域化検討委員会委員（1998年9月～1999年3月）
- 滋賀県分権型社会を考える懇話会会長（1998年9月～2000年3月）
- 滋賀県行政改革委員会委員（1998年11月～2000年3月）
- 豊中市総合計画審議会委員（1999年2月～2000年3月）
- 滋賀県人権施策推進審議会委員（1999年7月～2003 年7月）
- 近江八幡市総合計画審議会会長（1999年10月～2001年3月）
- 滋賀県将来のまちを考える湖東地域懇話会会長（1999年10月～2000年3月）
- 滋賀県将来のまちを考える東近江地域懇話会会長（1999年10月～2000年3月）
- 御所市情報公開懇話会会長（2000年7月～2001年3月）
- 滋賀県骨材需給計画策定検討委員会委員（2000年11月～2001年3月）
- 京田辺市公情報公開審査会会長（2000年11月～）
- 京田辺市個人情報保護懇話会会長（2001年1月～2002年3月）
- 滋賀県入札監視員会委員長（2001年5月～2005年5月）
- 近江八幡市コンプライアンス委員会委員長（2001年8月～2025年12月）
- 滋賀県都市計画審議会委員（2001年12月～2009年11月）
- 近江八幡市行政改革大綱策定委員会委員長（2001年12月～2002年3月）
- 御所市個人情報保護制度懇話会会長（2002年2月～2003年3月）
- 八日市市情報公開審査会会長（2002年4月～2005 年3月）
- 京田辺市個人情報保護審議会会長（2002年9月～）
- 向日市行財政問題専門家会議委員（2002年7月～2004年6月）
- 滋賀県河川の適正利用を考える懇話会会長（2003年7月～2004年3月）
- 三重県「新しい時代の公」推進調査委員会委員長（2004年4月～2005年3月）
- 京田辺市総合計画審議会副会長（2004年6月～2005年3月）
- 京都府文化力創造懇話会会長（2004年12月～2006年12月 ）
- 京都府市町村行政改革支援委員会委員（2004年1月～2004年12月）
- 東近江市情報公開審査会会長（2005年4月～）
- 御所市情報公開及び個人情報保護審査会会長（2005年4月～）
- 京都府行政改革支援委員会委員長（2005年1月～2005年12月）
- 滋賀県都市計画審議会専門員（2005年3月～2007年3月）
- 京都府経営改革評価委員会委員長（2005年8月～2009年7月）
- 滋賀県市町村合併推進審議会会長（2005年12月～2007年12月）
- 滋賀県土地収用事業認定審議会委員（2006年4月～2010年3月）
- 京都府市町村行財政連携推進審議会会長（2006年6月～2008年6月）
- 枚方市水道ビジョン策定委員会委員長（2006年8月～2007年8月）
- 滋賀県市町合併推進審議会会長（2007年12月～2009年12月）
- 湖南市政治倫理審査会会長（2007年1月～）
- 東近江市個人情報保護審査会会長（2007年4月～）
- 京都府行政評価委員会委員長（2007年7月～2011年7月）
- 木津川市総合計画審議会会長（2007年11月～2009年11月）
- 独立行政法人 大学評価・学位授与機構国立大学教育研究評価委員会専門委員（2008年2月～2009年6月）
- 安土町合併検討会議会長（2008年2月～2009年3月）
- 近江八幡市入札監視委員会委員長（2008年3月～2012年3月 ）
- 近江八幡市総合計画審議会会長（2008年3月～2009年3月）
- 近江八幡市ローカルマニフェスト評価委員会委員長（2008年5月～2008年8月）
- 近江八幡市行政評価委員会委員長（2008年5月～2010年4月）
- 京田辺市開発行為等紛争調停委員会委員（2008年10月～）
- 滋賀県造林公社問題検証委員会委員長（2008年12月～2009年9月）
- 京都府府有資産利活用推進プラン検討委員会座長（2009年7月～2013年3月 ）
- 枚方市水道事業経営委員会委員長（2009年10月～2011年3月）
- 近江八幡市行政改革大綱検討委員会委員長（2009年7月～2010年3月）
- 奈良市総合計画プロポーザル審査委員会委員長（2009年8月～2010年3月）
- 京都府民ステーション（仮称）構想策定懇話会会長（2009年8月～2011年3月）
- 京都市外郭団体経営評価専門員（2010年6月～）
- 京都府職員メール問題調査委員会委員長（2010年6月～2012年3月）
- 奈良県福祉関係施設指定管理者選定審査会会長（2010年8月～2011年3月）
- 近江八幡市行政改革推進委員会委員長（2010年9月～）
- 滋賀県公益認定等委員会委員長（2010年8月～2014年8月）
- 長浜市人権尊重審議会会長（2010年10月～）
- 京都府スポーツ施設のあり方懇話会委員（2010年11月～）
- 近江八幡市入札制度あり方検討委員会委員長（2011年1月～2011年3月）
- 近江八幡市ローカルマニフェスト評価委員会委員長（2011年3月～2014年6月）
- 枚方市上下水道経営審議会会長（2011年4月～）
- 大津市特別職報酬等審議会会長（2011年8月～2011年12月）
- 京都府「明日の京都」第三者委員会委員長（2011年7月～2013年3月）
- 甲良町人権擁護審議会会長（2011年4月～2025年12月）
- 奈良県福祉関係施設指定管理者選定審査会会長（2011年10月～2012年3月）
- 東近江市入札監視委員会委員長（2012年4月～）
- 一般社団法人大阪公共サービス政策センター理事長（2012年11月～）[6]
- 公益財団法人大学大学コンソーシアム京都運営委員会委員長（2013年4月～2016年3月）
- 宇治市総合計画審議会会長（2013年4月～2015年3月）
- 木津川市総合計画審議会会長（2013年5月～2015年5月）
- 文部科学省スポーツ庁の在り方に関する調査研究事業技術審査委員会技術審査専門員（2013年6月～2014年3月）
- 近江八幡市投票区再編検討委員会委員長（2013年11月～2014年3月）
- 京都府少子化対策審議会会長（2014年4月～2016年12月 ）
- 大津市特別職報酬等審議会会長（2014年9月～2014年12月）
- 東近江市市民憲章等検討委員会委員長（2014年7月～2015年2月）
- 京田辺市文化振興懇話会会長（2014年9月～2015年3月）
- 宇治市まち・ひと・しごと創生総合戦略推進会議会長（2015年6月～）
- 近江八幡市第2期ローカルマニフェスト評価委員会委員長（2015年1月～2018年6月）
- 公益財団法人 大学基準協会大学評価委員（2016年4月～2018年3月）
- 木津川市まち・ひと・しごと創生総合戦略推進委員会委員長（2015年5月～）
- 東近江市政策推進懇話会会長（2015年6月～2016年3月）
- 奈良県福祉関係施設指定管理者選定審査会会長（2015年6月～2017年3月）
- 甲賀市人権尊重のまちづくり審議会会長（2015年9月～）
- 東近江市行政不服審査会会長（2016年4月～）
- 京田辺市中学校昼食等検討委員会委員長（2016年11月～2017年3月）
- 御所市行政不服審査会会長（2016年4月～2026年3月）
- 公益財団法人草津市コミュニティ事業団理事（2017年6月～）[7]
- 奈良県営住宅指定管理者選定審査会会長（2016年8月～2018年7月）
- 奈良県住生活推進員会委員（2016年10月～2024年9月）
- 奈良県葛城地区清掃事務組合情報公開・個人情報保護審査会会長（2017年11月～）
- 近江八幡市第1次総合計画審議会会長（2017年10月～2019年10月）
- 奈良県社会福祉総合センター指定管理者選定審査会会長（2017年4月～2018年3月）
- 奈良県第二浄化センタースポーツ広場指定管理者選定審査会会長（2017年4月～2019年3月）
- 奈良広域水質検査センター組合情報公開・個人情報保護審査会会長（2017年4月～2025年3月）
- 宇治市総合計画審議会会長（2017年3月～）
- 滋賀県行政経営改革委員会委員長（2017年10月～2023年7月）
- 橿原市観光基本計画審議会副会長（2018年2月～2026年2月）
- 宇治市植物公園あり方検討委員会委員長（2018年8月～2019年10月）
- 甲良町職員の服務に関する第三者調査委員会委員長（2018年8月～2019年2月）
- 京田辺市自転車等駐車場指定管理者選定委員（2019年9月～2019年11月）
- 奈良県営住宅指定管理者選定審査委員会委員長（2019年8月～2019年10月）
- 東近江市市民大学学長（2019年4月～）[8]
- 奈良県なら歴史芸術文化村指定管理者選定審査会会長（2020年9月～2021年8月）
- 公益財団法人日本都市センター地方分権政策センター委員（2020年10月～）
- 奈良県障害福祉関係施設指定管理者選定委員会委員長（2021年7月～2022年3月）
- 京都府勤労者福祉会館あり方検討委員会委員長（2021年8月～2024年12月）
- 滋賀県土地収用事業認定審議会会長（2023年4月～2025年3月）
- 八日市布引ライフ組合個人情報保護審査会・情報公開審査会・行政不服審査会会長（2023年4月～）
- 都市自治体におけるスポーツを活用した地域振興に関する研究会（日本都市センター）座長（2024年5月～2025年3月）
- 京田辺市文化振興懇話会会長（2024年6月～2026年3月）
- 奈良県営住宅指定管理者選定審査会会長（2024年7月～）
- 滋賀県特別職報酬等審議会委員長（2024年11月～2024年12月）
- 大津市特別職報酬等審議会会長（2025年8月～2025年12月）
- 京田辺市複合型公共施設整備基本計画検討懇話会会長（2025年7月～）
- 奈良県障害福祉関係施設指定管理者選定審査会会長（2025年7月～）
- 枚方市市政功労者
- 長浜市市政功労者
- 京田辺市市政功労者